# جيم بريت (لاعب كرة قاعدة)
جيم بريت (بالإنجليزية: Jim Britt)‏ هو لاعب كرة قاعدة أمريكي، ولد في 25 فبراير 1856 في بروكلين في الولايات المتحدة، وتوفي في 28 فبراير 1923 في سان فرانسيسكو في الولايات المتحدة.

## وصلات خارجية
- جيم بريت على موقعبيزبول رفرنس.كوم (الدوري الرئيسي) (الإنجليزية)
- جيم بريت على موقعبيزبول رفرنس.كوم (الدوري الثانوي) (الإنجليزية)
- جيم بريت على موقع مشجعي الرسوم البيانية (الإنجليزية)